# Fires
Fires (авторское название — О. Г. Н. И.) — второй официально изданный альбом дарк-эмбиент-проекта Старуха Мха, вышедший в августе 2004 году на лейбле Agnisvet. Является первым по порядку создания автором.

## Об альбоме
Альбом был записан Романом Сидоровым, единственным участником проекта, в 2001 году и распространялся самиздатом на CD-R под названием «О. Г. Н. И.». Все названия композиций были на русском.
Вскоре после смерти автора альбом «О. Г. Н. И.» был издан лейблом Agnisvet на CD-R под названием Fires в количестве 277 копий. Предположительно, что композиции были взяты с промо-версии альбома 2001 года (позже названной Unknown Fires), о чем говорит щелчок мышью в композиции «Предрассветных сумерках» на 8 минуте 49 секунде, который присутствует именно в этой версии. Разрешения правообладателей не было получено, поэтому альбом был издан незаконно. Названия композиций были переведены на английский, шум и пропуски между треками вырезаны, а полноценного пересведения не произвели.

## Список композиций
| №   | Название                  | Авторский вариант названия (самиздат) | Длительность |
| --- | ------------------------- | ------------------------------------- | ------------ |
| 1.  | «Transparency»            | «Прозрачность»                        | 5:11         |
| 2.  | «Edge of the Sky»         | «Край неба»                           | 5:48         |
| 3.  | «Wandering Fires»         | «Блуждающие огни»                     | 5:49         |
| 4.  | «Thawing in a Fog»        | «Тая в тумане»                        | 8:40         |
| 5.  | «Arashamf»                | «Арашамф»                             | 6:48         |
| 6.  | «Wood Lonely Autumn»      | «Лесная одинокая осень»               | 3:35         |
| 7.  | «Deformation»             | «Деформация»                          | 8:00         |
| 8.  | «Rest and Silence»        | «Покой и молчание»                    | 6:20         |
| 9.  | «Spirit of the Strange»   | «Дух странного»                       | 5:09         |
| 10. | «Predawn Twilight»        | «Предрассветные сумерки»              | 9:48         |
| 11. | «Murohamma»               | «Мурохамма»                           | 6:09         |
| 12. | «Circle of a Lonely Tree» | «Круг одинокого дерева»               | 7:14         |

## Дополнительная информация
- Названия некоторых композиций альбома «О. Г. Н. И.» навеяны книгой Даниила Леонидовича Андреева «Роза Мира», где «Мурохаммой» назван нижний слой лесов — подлесок, а обиталище «стихиалей» деревьев именуется «Арашамф».
- Также как и Rusali, Fires содержит композицию с названием «Deformation» («Деформация»). Несмотря на стилистические различия Rusali и Fires, расположенные в середине альбомов композиции являются своего рода поворотными точками, после которых меняется общее настроение музыки.
- В 2012 году одним из близких Романа был опубликован другой вариант альбома (позже названный Unknown Fires), включающий в себя 5 неизвестных композиций. По словам автора поста, диск был в плохом состоянии, в результате чего часть треков утратила свой первоначальный вид. 27 августа 2019 года альбом был издан лейблом Nostalgie de la Boue.